# Batallón Vasco Español
El Batallón Vasco Español (BVE) va ser una organització armada parapolicial que va actuar fonamentalment al País Basc i el sud de França en el marc de la violència ultradretana en la transició espanyola. Va començar les seves operacions el juny de 1975, després de l'assassinat de Luis Carrero Blanco a mans d'ETA i les acabà l'abril de 1981.
Aquesta organització, també era coneguda com a Alianza Apostólica Anticomunista (AAA), Antiterrorismo ETA (ATE) o Acción Nacional Española (ANE). Formaven part d'aquesta organització tant mercenaris com integrants dels cossos de seguretat de l'Estat, que van cometre desenes d'atemptats tant a Espanya com a França provocant 22 víctimes mortals, sobretot persones relacionades amb l'esquerra abertzale, encara que també van ser assassinats militants comunistes, com ara Jokin Etxeberria, del Partit Comunista d'Espanya Reconstituït.

### Primera campanya
Entre abril de 1975 i octubre de 1976 va tenir lloc la primera campanya de guerra bruta contra la comunitat de refugiats polítics bascos a Iparralde. En 20 de novembre de 1975 el Batallón Vasco Español va atacar amb bomba les llibreries Mugalde, d'Hendaia (abril, maig i juny de 1975), Nafarroa, Baiona (juny i juliol de 1975), i Axular i M. Marie, de Sant Joan Lohitzune (agost 1975), va intentar segrestar la companya de Jesús María Zabarte, i es van iniciar els atemptats selectius contra dirigents d'ETA, en els què els mercenaris Robert Nani, Annie Billard, José Fernández del Barrio, Ángel Pons, Marcel Cardona Amorós, François Chabessier, Mario Silvasi, André-Noël Chérid, Jean Pierre Cherid o Jay Salby, que operaven des d'una empresa anomenada pamplonesa anomenada Telma, dirigida per un antic militar francés, Jean Rogue van protagonitzar atacs contra Josu Urrutikoetxea Bengoetxea Josu Ternera el 5 de juny de 1975 en una acció en la que va morir Marcel Cardona, el 19 de juny van intentar segrestar a Iparralde a Yolanda Izagirre, companya de Jesús Mari Zabarte, Txomin Iturbe Abasolo Txomin fou atacat el 16 de novembre de 1975, Tomás Pérez Revilla el 6 de març de 1976, i l'habitatge familiar de Eduardo Moreno Bergaretxe Pertur d'ETA politicomilitar, que va morir en 23 de juliol de 1976 en una acció reivindicada pel BVE però de la què es sospita que fou duta a terme els escamots bereziak d'ETA(pm). Al diari La Voz de España el 30 de maig de 1976 es va anunciar una ofensiva contra militants d'ETA

### Segona campanya
La segona campanya de guerra bruta es va iniciar el 2 de juliol de 1978 amb l'atemptat contra l'històric militant d'ETA Juanjo Etxabe, que va sobreviure una desena de bales però va morir la seva dona Agurtzane Arregi. José Miguel Beñaran Ordeñana Argala va morir el 21 de desembre de 1978 per una bomba col·locada per un escamot del BVA format pels mercenaris Jean Pierre Cherid, José María Boccardo Alemán i Mario Ricci, reclutats per Pedro Martínez, vinculat als serveis d'informació de la Armada i el SECED.
El 25 de juny de 1979, Cherid va liderar l'escamot que va matar Enrique Gómez Álvarez, Korta a Baiona i el 2 d'agost va matar Juan José Lopategui Carrasco Pantu quan va ser ametrallat a platja d'Anglet amb Txomin i Sasiain Etxabe, que van ser ferits. El 31 de desembre del 1980 Cherid mata a Biarritz José Martín Sagardía, també membre d'ETA, el 13 de setembre és metrallat a Biarritz Justo Elizarán Sarasola Periko, que mor dies després, el 14 de novembre de 1980 son assassinats a Caracas (Venezuela) Esperanza Arana i Joaquín Alfonso Etxeberría i el 30 de desembre Martín Sagardía Zaldua a Biarritz.
En aquesta mateixa època a Hego Euskal Herria hi ha 22 morts atribuïdes al BVE, amb especial incidència en el denominat «Triangle de la mort» format entre Andoain, Hernani i Errenteria. Al BVE li atribueix, entre d'altres, la col·locació d'una bomba col·locada al bar Aldana d'Alonsotegi el 20 de gener de 1980 on van morir quatre persones: el matrimoni format per Pacífico Fica i María Paz Armiño, Manuel Santacoloma i Liborio Arana, i 19 ferits de gravetat, però les investigacions dirigides per José Amedo, no van donar resultat. El 23 de juliol de 1980, un artefacte col·locat a la porta d'entrada de l'escola bressol Iturriaga de Bilbao, dirigida per la companya d'Antton Artiñano, regidor d'Herri Batasuna a Zeberio, va provocar tres morts: María Contreras, Antonio Contreras i Anastasio Leal. Al novembre un comando va atemptar contra les persones sospitoses que es trobaven al bar Hendayais d'Hendaia, morint per ràfegues de metralleta José Camio i Jean Pierre Haramendi.
Algunes de les accions de l'organització no van ser aclarides fins a la desarticulació de l'organització amb la detenció el 4 de març de 1981 d'Ignacio María Iturbide Alcain i Ladislao Zabala Solchaga, net del general feixista José Solchaga y Zala, responsables de la majoria de les morts en accions de grups parapolicials comeses a finals de la dècada de 1970 i els primers anys de la dècada de 1980, d'ideología d'extrema dreta i condemnats per set dels assassinats, i de Jesús Jiménez Cortázar, José Luis Jiménez Claverí i Benito Santos Medina, condemnats per tinença d'armes, o Rogelio González Medrano.
Després de la seva dissolució, alguns dels seus membres van formar part dels anomenats Grups Antiterroristes d'Alliberament.